# Мітрідат IV (цар Іберії)
Мітрідат (Мірдат) IV (*მირდატ IV, д/н —411) — цар Іберії у 409—411 роках.

## Життєпис
Походив з династії Хосровідів. Молодший син Вазар-Бакура II, царя Іберії. Після смерті батька у 394 році з огляду на малий вік був відданий на виховання одному з іберійських еріставі.
У 409 році стає новим правителем Кавказької Іберії. На той час держава зуміла позбавитися залежності від Візантійської імперії та Сасанідської Персії. Це сприяло самовпененості нового царя. Водночас останній вступив у конфлікт з ієрархами християнської церкви та впливовими ериставі, що небажали коритися царській владі.
Відповідно до грузинських літописів його пиха і зарозумілість привели до розриву союзних відносин між Іберією і Візантійською імперією, а недалекоглядне ігнорування загроз Єздігерда I, шахіншаха Персії, до вторгнення в його володіння великого перського війська. Сподіваючись на свій полководницький талант, Мітрідат IV виступив проти ворогів з нечисленним військом і, незважаючи на особисту мужність, 411 року зазнав тяжкої поразки в битві.
За літописом «Життя Вахтанга Горгасалі» цар потрапив у полон до персів, був відвезений переможцями до Ктесифону, де незабаром помер. Царство було сплюндровано персами, а членам царської родини довелося шукати притулок в віддаленому поселенні в землях Кахетії. Новим царем було оголошено сина Мітрідата IV — Арчіл I.